# 26177 Фабіодолфі
26177 Фабіодолфі  (26177 Fabiodolfi) — астероїд головного поясу, відкритий 12 квітня 1996 року.
Тіссеранів параметр щодо Юпітера — 3,325.